# زنبق دروازی
زنبق دروازی (نام علمی: Iris darwasica) نام یک گونه از سرده زنبق است.